# Championnat du Chili de football 1946
Navigation
Saison précédente Saison suivante
La saison 1946 du Championnat du Chili de football est la quatorzième édition du championnat de première division au Chili. Les treize meilleures équipes du pays sont regroupées au sein d'une poule unique, où elles s'affrontent deux fois, à domicile et à l'extérieur; à l'issue de cette première phase, les six premiers jouent la poule pour le titre, les sept derniers la poule de relégation. C'est le classement cumulé des deux phases qui détermine à la fois le nom du champion et l'équipe reléguée en Segunda Division.
C'est le club d'Audax Italiano qui remporte la compétition, après avoir terminé en tête du classement final, avec deux points d'avance sur le Deportes Magallanes et quatre sur le CF Universidad de Chile. C'est le deuxième titre de champion du Chili de l'histoire du club, après celui obtenu en 1936.

## Les clubs participants
| - Deportes Magallanes - Colo Colo - Santiago Badminton FC - CF Universidad de Chile - Unión Española - Santiago Wanderers - Club Deportivo Social y Cultural Iberia - promu de Segunda Division | - CD Universidad Católica - Audax Italiano - CD Santiago Morning - CD Green Cross - Santiago National FC - CD Everton de Viña del Mar |

## Compétition
Le barème utilisé pour établir les différents classements est le suivant :
- Victoire : 2 points
- Match nul : 1 point
- Défaite : 0 point

### Première phase
| Rang | Équipe                                    | Pts | J  | G  | N  | P  | Bp | Bc | Diff |
| ---- | ----------------------------------------- | --- | -- | -- | -- | -- | -- | -- | ---- |
| 1    | Deportes Magallanes                       | 31  | 24 | 11 | 9  | 4  | 60 | 41 | +19  |
| 2    | Audax Italiano                            | 30  | 24 | 13 | 4  | 7  | 59 | 46 | +13  |
| 3    | CF Universidad de Chile                   | 29  | 24 | 11 | 7  | 6  | 55 | 40 | +15  |
| 4    | Colo Colo                                 | 29  | 24 | 9  | 11 | 4  | 50 | 38 | +12  |
| 5    | CD Green Cross T                          | 27  | 24 | 11 | 5  | 8  | 61 | 59 | +2   |
| 6    | Santiago Wanderers                        | 26  | 24 | 10 | 6  | 8  | 47 | 42 | +5   |
| 7    | CD Universidad Católica                   | 24  | 24 | 9  | 6  | 9  | 37 | 39 | -2   |
| 8    | Unión Española                            | 23  | 24 | 8  | 7  | 9  | 45 | 43 | +2   |
| 9    | CD Santiago Morning                       | 22  | 24 | 8  | 6  | 10 | 50 | 52 | -2   |
| 10   | CD Everton de Viña del Mar                | 21  | 24 | 8  | 5  | 11 | 41 | 46 | -5   |
| 11   | Santiago Badminton FC                     | 21  | 24 | 6  | 9  | 9  | 52 | 63 | -11  |
| 12   | Club Deportivo Social y Cultural Iberia P | 15  | 24 | 5  | 5  | 14 | 38 | 54 | -16  |
| 13   | Santiago National FC                      | 14  | 24 | 4  | 6  | 14 | 47 | 79 | -32  |

|  | Qualification pour la poule pour le titre         |
|  | Participation à la poule de relégation            |
|  | T : Tenant du titre P : Promu de Segunda Division |

### Deuxième phase

#### Poule pour le titre
| Rang | Équipe                  | Pts | J | G | N | P | Bp | Bc | Diff |
| ---- | ----------------------- | --- | - | - | - | - | -- | -- | ---- |
| 1    | Audax Italiano          | 8   | 5 | 3 | 2 | 0 | 7  | 4  | +3   |
| 2    | Santiago Wanderers      | 6   | 5 | 2 | 2 | 1 | 6  | 6  | 0    |
| 3    | CD Green Cross T        | 5   | 5 | 2 | 1 | 2 | 12 | 10 | +2   |
| 4    | Deportes Magallanes     | 5   | 5 | 2 | 1 | 2 | 9  | 8  | +1   |
| 5    | CF Universidad de Chile | 5   | 5 | 0 | 5 | 0 | 7  | 7  | 0    |
| 6    | Colo Colo               | 1   | 5 | 0 | 1 | 4 | 3  | 9  | -6   |

|  | T : Tenant du titre |

#### Poule de relégation
| Rang | Équipe                                  | Pts | J | G | N | P | Bp | Bc | Diff |
| ---- | --------------------------------------- | --- | - | - | - | - | -- | -- | ---- |
| 1    | Unión Española                          | 11  | 6 | 5 | 1 | 0 | 20 | 9  | +11  |
| 2    | Santiago Badminton FC                   | 9   | 6 | 3 | 3 | 0 | 15 | 10 | +5   |
| 3    | Everton de Viña del Mar                 | 8   | 6 | 3 | 2 | 1 | 15 | 12 | +3   |
| 4    | Club Deportivo Social y Cultural Iberia | 6   | 6 | 2 | 2 | 2 | 13 | 10 | +3   |
| 5    | Santiago National FC                    | 4   | 6 | 2 | 0 | 4 | 12 | 19 | -7   |
| 6    | CD Santiago Morning                     | 2   | 6 | 0 | 2 | 4 | 10 | 17 | -7   |
| 7    | CD Universidad Católica                 | 2   | 6 | 1 | 0 | 5 | 9  | 17 | -8   |

|  | P : Promu de Segunda Division |

#### Classement cumulé
| Rang | Équipe                                  | Pts | J  | G  | N  | P  | Bp | Bc | Diff |
| ---- | --------------------------------------- | --- | -- | -- | -- | -- | -- | -- | ---- |
| 1    | Audax Italiano                          | 38  | 29 | 16 | 6  | 7  | 66 | 50 | +16  |
| 2    | Deportes Magallanes                     | 36  | 29 | 13 | 10 | 6  | 69 | 49 | +20  |
| 3    | CF Universidad de Chile                 | 34  | 29 | 11 | 12 | 6  | 62 | 47 | +15  |
| 4    | Santiago Wanderers                      | 32  | 29 | 12 | 8  | 9  | 53 | 48 | +5   |
| 5    | CD Green Cross T                        | 32  | 29 | 13 | 6  | 10 | 73 | 69 | +4   |
| 6    | Colo Colo                               | 30  | 29 | 9  | 12 | 8  | 53 | 47 | +6   |
| 7    | Unión Española                          | 34  | 30 | 13 | 8  | 9  | 65 | 52 | +13  |
| 8    | Santiago Badminton FC                   | 30  | 30 | 9  | 12 | 9  | 67 | 73 | -6   |
| 9    | Everton de Viña del Mar                 | 29  | 30 | 11 | 7  | 12 | 56 | 58 | -2   |
| 10   | CD Universidad Católica                 | 26  | 30 | 10 | 6  | 14 | 46 | 56 | -10  |
| 11   | CD Santiago Morning                     | 24  | 30 | 8  | 8  | 14 | 60 | 69 | -9   |
| 12   | Club Deportivo Social y Cultural Iberia | 21  | 30 | 7  | 7  | 16 | 51 | 64 | -13  |
| 13   | Santiago National FC                    | 18  | 30 | 6  | 6  | 18 | 59 | 98 | -39  |

|  | Champion du Chili 1946                            |
|  | Relégation directe en Segunda Division            |
|  | T : Tenant du titre P : Promu de Segunda Division |

- Alors que sa dernière place au classement condamne le Santiago National FC à la relégation en Segunda Division, le club est maintenu à la faveur d'une règle qui évite toute descente aux huit clubs "fondateurs" du championnat (ceux ayant pris part à la première édition en 1933).

## Bilan de la saison
| Championnat du Chili de football 1946 |                           |
| Champion                              | Audax Italiano (2e titre) |
| Promotions et relégations             |                           |
| Promus en Primera División            | Aucun                     |
| Relégués en Segunda División          | Aucun                     |